# Deserta Grande
Deserta Grande, toponyme portugais signifiant en français « Grande Déserte », est une île inhabitée du groupe des trois îles Desertas, située dans la région autonome de Madère  (Portugal). Elle est la plus grande et la plus élevée en altitude de ces îles qui se trouvent au sud-est de l'île de Madère.

## Histoire
Sa colonisation n'a pas été possible en raison des difficultés d'accès, en effet l'île a des falaises abruptes autour de son périmètre. C'est sur cette île, située sur une petite fajã, terrain plat accessible par la mer, que l'on trouve la maison-abri des observateurs du Parc naturel de Madère, structure qui reçoit également les visiteurs.
Il y a encore quelques vestiges de tentatives d'occupation de l'île sous la forme d'aires de battage et d'une petite cabane de chasse à la baleine qui servait à l'observation des cétacés.

## Géographie

### Écosystème
Au cours des tentatives de colonisation des îles Desertas, certaines espèces introduites sont rapidement devenues invasives et destructrices pour les espèces endémiques. Après l'intégration des îles Desertas dans le parc naturel de Madère, des programmes d'éradication des espèces envahissantes ont été mis en place. Dans les années 1990, la dernière chèvre a été abattue, ce qui a permis à la végétation de se rétablir.
Deux des espèces présentes sur l'île de Deserta Grande sont le Pétrel de Bulwer, qui a dans cette île sa plus grande colonie de l'Atlantique ou probablement même de la planète entière, et une araignée endémique, Hogna ingens (en),,.
La présence du phoque moine de Méditerranée (Monachus monachus), une espèce menacée, a également été enregistrée sur l'île.
|                         |
| Carte des îles Desertas |

|                                  |
| Cabane du parc naturel de Madère |